# Liste der Biografien/Halp
Liste der Biografien |
Portal Biografien |
Personensuche
# |
A |
B |
C |
D |
E |
F |
G |
H |
I |
J |
K |
L |
M |
N |
O |
P |
Q |
R |
S |
T |
U |
V |
W |
X |
Y |
Z |
?
 
Ha |
Hd |
He |
Hi |
Hj |
Hk |
Hl |
Hm |
Hn |
Ho |
Hr |
Hs |
Ht |
Hu |
Hv |
Hw |
Hy
 
Haa |
Hab |
Hac |
Had |
Hae–Haf |
Hag |
Hah |
Hai |
Haj |
Hak |
Hal |
Ham |
Han |
Hao |
Hap |
Haq |
Har |
Has |
Hat |
Hau |
Hav |
Haw |
Hax |
Hay |
Haz
 
Hala |
Halb |
Halc |
Hald |
Hale |
Half |
Halg |
Halh |
Hali |
Halj |
Halk |
Hall |
Halm |
Halo |
Halp |
Hals |
Halt |
Halu |
Halv |
Halw |
Haly |
Halz
Die Liste der Biografien führt alle Personen auf, die in der deutschsprachigen Wikipedia einen Artikel haben. Dieses ist eine Teilliste mit 62 Einträgen von Personen, deren Namen mit den Buchstaben „Halp“ beginnt.

## Halp

### Halpa
- Ḫalpa-šulupi, Sohn des hethitischen Großkönigs Muršili II.
- Halparuntiya II., König von Gurgum
- Halparuntiya III., König von Gurgum
- Halpaur, Hermes († 1572), Jesuit, Prediger und Theologe

### Halpe
- Halpenny, Francess (1919–2017), kanadische Herausgeberin und Hochschullehrerin
- Halpenny, George Ernest (1903–1974), kanadischer Politiker
- Halpenny, William (1882–1960), kanadischer Stabhochspringer
- Halper, Christoph (* 1998), österreichischer Fußballspieler
- Halper, Jeff (* 1946), amerikanisch-israelischer Friedensaktivist
- Halper, Jürgen (* 1974), österreichischer Fußballspieler und Trainer
- Halper, Katie (* 1980), US-amerikanische Humoristin und politische KommentatorinKatie Halper (* 1980)

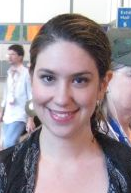
Katie Halper (* 1980)

- Halper, Lorna Blaine (1924–2012), amerikanische Malerin, Bildhauerin und Grafikerin
- Halper, Michaela (* 1974), österreichische Politikerin (SPÖ), Steirische Landtagsabgeordnete
- Halperin, Bertrand (* 1941), US-amerikanischer Physiker
- Halperin, David M. (* 1952), US-amerikanischer Literaturwissenschaftler, Hochschullehrer für englische Literatur
- Halperin, Ian (* 1964), kanadischer Autor, Journalist, Regisseur und Filmproduzent
- Halperin, Israel (1911–2007), kanadischer Mathematiker
- Halperin, Jimmy (* 1958), US-amerikanischer Saxophonist (Tenor- und Sopransaxophon) und Komponist
- Halperin, Lauren, US-amerikanische Filmschauspielerin und Model
- Halperin, Nicole (* 1970), israelisches Model
- Halperin, Rick (* 1950), US-amerikanischer Menschenrechtler
- Halperin, Robert (1908–1985), US-amerikanischer Segler, Marineoffizier und Unternehmer
- Halperin, Simona (* 1969), israelische Diplomatin
- Halperin, Stephen (* 1942), kanadischer Mathematiker
- Halperin, Tamar (* 1976), israelische Cembalistin, Pianistin und Dirigentin
- Halperin, Victor (1895–1983), US-amerikanischer Regisseur
- Halperin, William (* 1945), kanadisch-US-amerikanischer experimenteller Tieftemperaturphysiker
- Halperin, Yotam (* 1984), israelischer Basketballspieler
- Halperin-Kaddari, Ruth (* 1966), israelische Rechtswissenschaftlerin
- Halpern, Bernard (1904–1978), französischer Immunologe und Pharmakologe
- Halpern, Dina (1909–1989), polnisch-jüdische Schauspielerin
- Halpern, Eric (1907–1991), österreichischer Journalist
- Halpern, Ida (1910–1987), österreichisch-kanadische Ethnomusikwissenschaftlerin
- Halpern, Jack (1925–2018), US-amerikanischer Chemiker
- Halpern, Jeff (* 1976), US-amerikanischer Eishockeyspieler
- Halpern, Joel Martin (1929–2019), US-amerikanischer Ethnologe
- Halpern, Joseph (* 1953), kanadischer Informatiker
- Halpern, Moyshe-Leyb (1886–1932), jiddischer Dichter der Moderne
- Halpern, Otto (1899–1982), österreichischer Physiker
- Halpern, Paul (* 1961), US-amerikanischer Physiker
- Halpern, Samari Alexandrowitsch (1904–1977), russischer Mathematiker und Hochschullehrer
- Halpern, Seymour (1913–1997), US-amerikanischer Politiker
- Halpern, Wilhelm (1895–1973), österreichischer Fußballtorhüter
- Halpert, Borys (1805–1861), polnischer Theaterleiter, Librettist und Musiker
- Halpert, Josette (* 1994), kanadische Schauspielerin
- Halpert, Marta S., österreichische Journalistin
- Halpert, Schmu’el (* 1939), israelischer Politiker
- Halpert, Yuval (* 2000), israelischer Eishockeyspieler

### Halph
- Halphen, Fernand (1872–1917), französischer Komponist
- Halphen, Georges Henri (1844–1889), französischer Mathematiker
- Halphen, Louis (1880–1950), französischer Historiker

### Halpi
- Halpin, Anita (* 1944), britische Journalistin, Gewerkschafterin und politische Aktivistin
- Halpin, Charles Aimé (1930–1994), kanadischer Geistlicher, römisch-katholischer Erzbischof von Regina
- Halpin, Gerald (1899–1944), australischer Bahnradsportler
- Halpin, Kieran (1955–2020), irischer Gitarrist und Songwriter
- Halpin, Luke (* 1947), US-amerikanischer Schauspieler
- Halpin, Matthew (* 1991), irischer Jazzmusiker (Tenorsaxophon, Komposition)
- Halpir, Salomée (* 1718), polnische Medizinerin und Augenärztin

### Halpo
- Halporn, James W. (1929–2011), US-amerikanischer Klassischer Philologe

### Halpr
- Halprin, Anna (1920–2021), US-amerikanische Tänzerin und ChoreografinAnna Halprin (1920–2021)

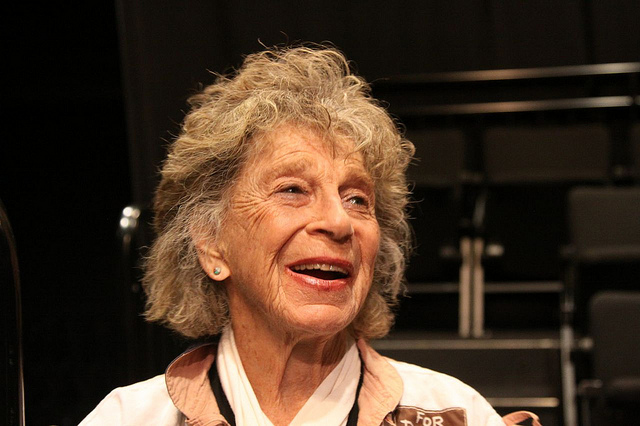
Anna Halprin (1920–2021)

- Halprin, Daria (* 1948), US-amerikanische Schauspielerin und Kunsttherapeutin
- Halprin, Sol (1902–1977), US-amerikanischer Kameramann und Spezialeffekt-Techniker